# Rhizogranulochloridaceae
Famille
Les Rhizogranulochloridaceae sont une famille d'algues de l'embranchement des Ochrophyta  de la classe des Xanthophyceae et de l’ordre des  Rhizochloridales.
Le genre Garciamyxa a été trouvé dans les eaux douces à la source d'un ruisseau de montagne, mélangé avec des filaments de Spirogyra et de Tribonema (algue Tribonemataceae) du parc d'état de Sao Paulo, Brésil.

## Étymologie
Le nom vient de l’hypothétique genre type Rhizogranulochloris qui n'a jamais été décrit. Le nom est construit à partir du genre Rhizochloris (genre type de la famille des Rhizochloridaceae) par insertion du radical -granulo- entre le préfixe rhizo- (du grec ρίζα / riza, racine), et le suffixe -chloris (du grec χλωρηίς / chloriis, jaune verdâtre), littéralement « Rhizochloris granuleux ». De fait le genre Garciamyxa et Garciamyxa rhizaspiformis, unique espèce décrite, présente dans sa cellule « des granules vert pâle ou jaune-vert ». 

## Systématique
Le nom Rhizogranulochloridaceae donné par Borís Skvortsov en 1972, n'est que descriptif et donc invalide.

## Description
Le genre Garciamyxa se présente sous la forme de cellules subovoïdes solitaires de 20 à 26 µm de long peu mobiles, avec des granules vert pâle ou jaune-vert, quelques rares gouttelettes d'huile et des vacuoles contractiles bien visibles. 

## Liste des genres
Selon AlgaeBase (15 avril 2022) :
- Garciamyxa Skvortsov, 1972

Selon World Register of Marine Species (15 avril 2022) :
- Garciamyxa Skvortzov, 1972
- Herreramyxa Skvortzov, 1972